# Пирс, Дэвид (философ)
Дэвид Пирс (англ. David Pearce; родился 3 апреля 1959 года) — британский философ-утилитарист, продвигающий идею, предполагающую существование сильного этического императива для людей, работающего для отмены (устранения) страданий в разумной жизни. Его книга интернет-манифест «The Hedonistic Imperative» (Гедонистический Императив) описывает такие технологии как генная инженерия, нанотехнологии, фармакология и нейрохирургия, которые потенциально могут привести к ликвидации всех форм негативного опыта для людей и животных, для замены страдания и боли в том виде, в каком она существует сейчас, информационно-сигнальными градиентами здоровья и счастья. Эту идею Аболиционисты назвали paradise engineering (Конструирование Рая). Пирс, трансгуманист и веган в третьем поколении, считает, что люди несут ответственность не только за жестокость к животным в пределах человеческого общества, но и за корректировку общей экосистемы, которая поможет животным не страдать в дикой природе.
Пирс является соучередителем «Humanity+», ранее известной, как «Мировая Трансгуманистическая Ассоциация», и является значимой фигурой и вдохновителем движения трансгуманизма (основанное на райской инженерии и избавлении от страданий).

## Гедонистический Императив
Пирс прежде всего известен, как автор The Hedonistic Imperative, издания 1995 года, в котором он выдвигает теорию, «как избавить мир от страданий», через конструирование рая. По мнению Пирса, страдания не являются необходимыми для людей и существуют только потому, что человечество эволюционировало путём естественного отбора с помощью методов, направленных на максимизацию размножения и выживания, а не счастья. Он пишет, что психические страдания когда-нибудь будут рассматриваться как пережиток прошлого, также как и физические страдания во время операции, ликвидированные с приходом анестезии.
В своей работе Пирс обрисовал в общих чертах, как наркотики и технологии, включая генную инженерию и нанотехнологии, могут избавить разумный мир от страданий. В краткосрочной перспективе, Пирс утверждает, что благосостоянию могут помочь дизайнерские наркотики, тем более что безопасные вещества, улучшающие настроение, становятся все более доступными. В долгосрочной перспективе страдания будут отменены с помощью генной инженерии и биотехнологии.

## Трансгуманизм
В 1998 году Пирс основал компанию «Humanity+» (Международная трансгуманистичная ассоциация) совместно со шведским философом Ником Бостромом, теперь директором Института Будущего Человечества в Оксфордском университете. Ассоциация, тогда известная как Всемирная ассоциация Трансгуманизма (WTA), является некоммерческой организацией, которая выступает за трансгуманизм — международное культурное интеллектуальное движение с целью окончательного преобразования условий жизни человека, путем разработки и создания широкодоступных технологий, чтобы значительно улучшить интеллектуальный, физический и психологический потенциал человека.
Идеи Пирса, основанные на разработке райской инженерии, вдохновили движение трансгуманизма. Пирс — веган, и растущее число веганов в движении трансгуманизма приписывают его влиянию.
Пирс предположил, что мы могли бы в конечном итоге «перепрограммировать хищников», чтобы ограничить охоту и уменьшить страдания травоядных животных. Пирс утверждает, что регулирование рождаемости может поддерживать популяцию добычи на приемлемом уровне, и это будет «более цивилизованным и сострадательным вариантом, чем голод, охота и болезнь».

## Отрицательный утилитаризм
Пирс защищает версию отрицательного утилитаризма.
Этический отрицательный утилитаризм — система ценностей, которая бросает вызов моральной симметрии удовольствия и боли. Он не ставит под сомнение важность укрепления счастья. Тем не менее, утилитаризм придает моральное значение только тем действиям, которые минимизируют или устраняют страдания. Отрицательный утилитаризм происходит от глубокого чувства сострадания в реальном масштабе и интенсивности страданий в мире. Никакое количество счастья или удовольствия, которым пользуются некоторые организмы, не может умозрительно оправдать неописуемые ужасы Освенцима. Он так же не может перевесить спорадическую ужасность боли и отчаяния, которая происходит каждую секунду каждого дня.
Поэтому, отмена страдания должна быть самым высоким приоритетом человечества, по словам Пирса. Пирс верит единственному реальному способу, который основывается на «использовании биотехнологий для искоренения неприятного опыта во всей разумной жизни. Пожизненное счастье должно быть генетически предопределенно. В постдарвинисткую эру применение нанотехнологий расширит гедоническую разработку для всех форм жизни на планете».

## BLTC Research
Пирс управляет веб-хостинговой компанией и владеет BLTC Research, рядом веб-сайтов, базирующихся в Кемптауне, Брайтона (Великобритания), первоначально созданных Пирсом в 1995 году, когда он издал The Hedonistic Imperative. Согласно программному заявлению BLTC Research, организация публикует интернет-тексты в поддержку «конструирования рая» и отмены страданий для будущих поколений.
Очерки и статьи BLTC владеют информацией о многих областях науки, в том числе и о фармакологии, биопсихиатрии и квантовой механике. Эти веб-сайты поддерживают прекращение страданий и «высокотехнологичное антистарение». Веб-сайты BLTC также публикуют биографию и информацию об исторических личностях, таких как европейский врач Арнольд из Виллановы, чилийский психиатр Клаудио Наранхо и автор книги «О дивный новый мир» Олдос Хаксли, которые были также отмечены многими авторами в своих работах, например, Дава Собель.

## Доклады и выступления
Пирс является соредактором Singularity Hypotheses (Спрингер, 2012), членом Institute for Ethics and Emerging Technologies, и был до 2012 года членом редакционного наблюдательного совета Medical Hypotheses.
Он был спикером на многих конференциях, включая Singularity Summit, и делал доклады в Оксфордском университете, Университете Лунда, Гарвардском университете и Стэнфордском университете. Его работы освещали в Vanity Fair, The Economist, H + Magazine, BBC Radio и The Daily Telegraph.
Также Пирс является основателем Общества Аболиционистов (Abolitionist Society), членом Института Бессмертия (Immortality Institute) и Фонда Продления Жизни (Life Extension Foundation). Ведет редакторскую колонку в журнале Medical Hypotheses.